# Guyana az olimpiai játékokon
Guyana az 1948-as nyári olimpián szerepelt először Brit Guyana néven. Az ország 1966-os függetlenségéig e nemzetnév alatt vonultak fel sportolói, és az 1968-as sportünnepen indultak először a független Guyana zászlaja alatt. Guyana eddigi egyetlen olimpiai érmét Michael Anthony nyerte, aki az 1980-as olimpián harmadik helyen végzett ökölvívásban.

Brit Guyana (1948–1966)

Sportolói még nem vettek részt téli olimpián.
A Guyanai Olimpiai Szövetség 1935-ben jött létre, a NOB 1948-ban vette fel tagjai közé, a bizottság jelenlegi elnöke Godfrey Munroe.

## Éremtáblázatok

### Érmek a nyári olimpiai játékokon
| Olimpia              | Arany          | Ezüst          | Bronz          | Összesen       |
| 1948, London         | 0              | 0              | 0              | 0              |
| 1952, Helsinki       | 0              | 0              | 0              | 0              |
| 1956, Melbourne      | 0              | 0              | 0              | 0              |
| 1960, Róma           | 0              | 0              | 0              | 0              |
| 1964, Tokió          | 0              | 0              | 0              | 0              |
| 1968, Mexikóváros    | 0              | 0              | 0              | 0              |
| 1972, München        | 0              | 0              | 0              | 0              |
| 1976, Montréal       | nem vett részt | nem vett részt | nem vett részt | nem vett részt |
| 1980, Moszkva        | 0              | 0              | 1              | 1              |
| 1984, Los Angeles    | 0              | 0              | 0              | 0              |
| 1988, Szöul          | 0              | 0              | 0              | 0              |
| 1992, Barcelona      | 0              | 0              | 0              | 0              |
| 1996, Atlanta        | 0              | 0              | 0              | 0              |
| 2000, Sydney         | 0              | 0              | 0              | 0              |
| 2004, Athén          | 0              | 0              | 0              | 0              |
| 2008, Peking         | 0              | 0              | 0              | 0              |
| 2012, London         | 0              | 0              | 0              | 0              |
| 2016, Rio de Janeiro | 0              | 0              | 0              | 0              |
| 2020, Tokió          | 0              | 0              | 0              | 0              |
| 2024, Párizs         | 0              | 0              | 0              | 0              |
| Összesen             | 0              | 0              | 1              | 1              |

## Érmek sportáganként

### Érmek a nyári olimpiai játékokon sportáganként
| Guyana érmei a nyári olimpiai játékokon sportáganként | Guyana érmei a nyári olimpiai játékokon sportáganként | Guyana érmei a nyári olimpiai játékokon sportáganként | Guyana érmei a nyári olimpiai játékokon sportáganként | Az olimpiai zászlaja |

| Sportág   | Arany | Ezüst | Bronz | Összesen |
| --------- | ----- | ----- | ----- | -------- |
| Ökölvívás | 0     | 0     | 1     | 1        |
| Összesen  | 0     | 0     | 1     | 1        |